# Estat de Flux d'Efectiu
L'estat de flux en efectiu és un estat financer bàsic que informa sobre les variacions i els moviments d'efectiu i els seus equivalents en un període determinat. Segons la NIF-B2, l'estat de flux d'efectiu és un estat que mostra les fonts i les aplicacions de l'efectiu de l'entitat durant un període, les quals es classifiquen en activitats d'operació, inversió i de finançament.
Mostra les entrades i sortides d'efectiu que representen la generació o l'aplicació de recursos de l'entitat durant el període.

## Objectiu
Donar als usuaris dels estats financers les bases per avaluar la capacitat que té l'empresa per generar efectiu i l'equivalent a aquest, així com les necessitats de liquiditat, presa de decisions econòmiques, les dates en què es produeixen i el grau de certesa relativa de la seva aparició. Per a cada flux se'n determina la ubicació.

## Importància
La importància del flux d'efectiu rau no sols a donar a conèixer l'impacte de les operacions de l'entitat en el seu efectiu, sinó també assenyalar l'origen dels fluxos d'efectiu generats i la destinació dels fluxos aplicats.
Per exemple, en una entitat hi podria haver increment de manera important durant el període en el saldo d'efectiu, però, no és el mateix que aquests fluxos favorables provinguin d'activitats d'operació que provinguin d'un finançament.

## Conceptes
- Efectiu: és la disponibilitat que té una empresa per al desenvolupament de les seves activitats (compres, pagaments, vendes, entre d'altres)
- Equivalents d'efectiu: és tot allò que és de fàcil liquiditat i de conversió en efectiu i que estan a disposició de les activitats d'una entitat; com ara monedes estrangeres, metalls preciosos i inversions disponibles a la vista.
- Fluxos d'efectiu: correspon a les entrades i sortides d'efectiu i equivalents d'efectiu d'una entitat durant un període determinat, generalment un any.
- Entrades d'efectiu: són tots els moviments que augmentaran l'efectiu i els equivalents d'efectiu d'una entitat, en un període determinat.
- Sortides d'efectiu: són tots els moviments que disminueixen l'efectiu i els equivalents d'efectiu d'una entitat, en un període determinat.
- Activitats en operació: són les que constitueixen la font d'ingressos principal per a l'entitat; també inclouen altres activitats que poden ser descrites com a inversió o de finançament.[1]
- Activitats d'inversió: són les relacionades amb l'adquisició i disposició de: I) propietats, planta i equip, actius intangibles i altres actius; destinats a l'ús, a la producció de béns o la representació de serveis.[1]

## Classificació

### Operació
Les activitats d'operació són les que constitueixen la font d'ingressos principal de l'entitat, també inclouen altres activitats que no poden ser classificades com d'inversió o de finançament.
- L'increment o reducció en partides com:
  - Comptes per cobrar a clients (venda de mercaderia a crèdit).
  - Comptes per pagar proveïdors (compra de mercaderia a crèdit).
  - Inventaris (Operacions).
  - Impostos per pagar (activitat de comprar/vendre/fabricar).
  - Documents per cobrar

### Inversió
Les activitats d'inversió són les relacionades amb l'adquisició i la disposició de:
- Adquisició, construcció i venda d'immobles, maquinària i equip, actius intangibles i altres actius destinats a l'ús o a la producció de béns i serveis.
- Inversions permanents en instruments financers de capital com a adquisició d'accions d'altres empreses amb caràcter de permanents.
- Instruments financers disponibles per a la venda, així com els conservats al venciment.
- Activitats relacionades amb l'atorgament i la recuperació de préstecs que no estiguin relacionades amb activitats d'operació (com són préstecs efectuats per l'empresa, cobrança o disminució en pesos constants de crèdits atorgats).
- Cobraments en efectiu per vendes de propietats, planta i equip, actius intangibles i altres actius a llarg termini.

### Finançament
Les activitats de finançament són les relacionades amb l'obtenció, així com la redistribució i rescabalament de fons que provenen de:
- Els propietaris de l'entitat (increment de capital per recursos addicionals, incloent-hi la capitalització de passius, reemborsament de capital, dividends pagats, excepte els dividends en accions).
- Els creditors atorgants de finançaments que no estiguin relacionats amb les operacions habituals de subministrament de béns i serveis (crèdits rebuts a curt i llarg termini diferents de les operacions amb proveïdors o creditors relacionats amb operacions de l'empresa).
- L'emissió per part de l'entitat d'instruments de deute o instruments de capital diferents de les accions.

## Mètodes
Hi ha dos mètodes per exposar aquest estat. El mètode directe i indirecte.
- El directe exposa les classes d'entrada i sortida bruta principals en efectiu (Fluxos d'efectiu d'Operació, Inversió i Finançament).

- El mètode indirecte, el qual parteix del resultat de l'exercici i a través de certs procediments es converteix el resultat meritat en resultat percebut.

El resultat que se n'obté pot ser positiu o negatiu. La importància d'aquest estat és que ens mostra si l'empresa genera o consumeix fons en la seva activitat productiva. A més, permet veure si l'empresa realitza inversions en actius de llarg termini com a béns d'ús o inversions permanents en altres societats.
Finalment, l'estat mostra la xifra de fons generats o consumits pel finançament en què s'informa sobre l'import de fons rebuts de prestadors de capital externs o els mateixos accionistes i les quantitats tornades per via de reducció de passius o dividends. Aquest estat és seguit i analitzat amb molta atenció pels analistes que estudien les empreses, ja que en sorgeix una explicació dels corrents de generació i ús dels fons, cosa que permet conjecturar sobre el futur de l'empresa.

## Variacions
Determinats marcs normatius han establert variacions simplificadores respecte del format estàndard, amb informació de molt escassa rellevància. No obstant això, a la majoria dels països es van tendint models similars al que estableixen les normes internacionals. La diferència rau fonamentalment de la definició de “fons”. En el cas de l'Estat de Flux d'Efectiu, la definició de fons es restringeix a l'efectiu i els equivalents. En altres casos, els fons poden abastar altres actius de curt termini i fins i tot ampliar-se a la totalitat dels actius i passius de curt termini.
Exemple de variacions són:
- Estat de Variacions al Capital Corrent, on Capital Corrent és la diferència entre l'actiu corrent i el passiu corrent. Era una opció a l'Argentina fins a la incorporació de la Resolució tècnica 19. A l'Estat Espanyol s'anomenava Estat d'Origen i Aplicació de Fons amb el mateix abast i per a exercicis iniciats abans de l'1 de gener del 2008.

- Estat d'Origen i Aplicació de Fons, on Fons inclou efectiu, inversions de curt termini i crèdits per venda de curt termini. Era una opció a Argentina fins a la incorporació de la Resolució Tècnica 19 però de nul·la o escassa aplicació.

A més d'això, aquests models difereixen en el format, ja que en lloc de les tres classificacions esmentades, les distincions es fan d'acord amb el signe dels moviments de fons (entrades o sortides).